# Hrušica (planota)
Hrušica je redko naseljena ter z gozdom porasla kraška planota v zahodni Sloveniji. Razprostira se na površini okrog 100 km², na višini od 600 do 1240 (Javornik) mnm med Trnovskim gozdom, Nanosom, Postojnsko in Logaško kotlino.
Hrušica je dobila ime po nekdanji  rimski poštni postaji Ad Pirum, ki jo je dal okoli leta 12 pr. n. št. postaviti cesar Avgust in vojaški utrdbi postavljeni ob cesti, ki je povezovala Oglej s trdnjavami ob Donavi. Ok. 320–330 je trdnjava dobila ovalno obzidje in je bila v sestavi poznoantičnih obrambnih zapor, imenovanih Claustra Alpium Iuliarum, ki so sestavljale utrjen obrambni pas rimske države. Nižje (okoli 6 km) proti Kalcam ležijo Lanišče z obnovljenimi zidovi rimske trdnjave.